# Brian Abel-Smith
Brian Abel-Smith (* 6. November 1926 in London; † 4. April 1996 in London) war ein britischer Wirtschaftswissenschaftler, Hochschullehrer und Politikberater auf dem Gebiet der Sozialpolitik und des Gesundheitswesens.

## Leben und Wirken
Nach seinem Militärdienst studierte Brian Abel-Smith seit 1948 Wirtschaftswissenschaft an der Cambridge University (Clare College). Nach seinem ersten Studienabschluss (1951) arbeitete er an seiner Dissertation, war aber zwischenzeitlich von 1953 bis 1955 als Mitarbeiter am National Institute of Economic and Social Research tätig. 1955 promovierte er dann an der Cambridge University zum Ph.D. Seit 1955 lehrte er an der London School of Economics and Political Science und zwar in der Abteilung "Social Administration". 1965 wurde er zum Professor ernannt. Im Jahre 1991 trat er in den Ruhestand.
Abel-Smith war Mitglied der Labour Party und der Fabian Society, deren Geschäftsführer bzw. Vizepräsident er einige Zeit war.
Als Experte auf dem Gebiet der Sozialpolitik, Sozialfürsorge und der Finanzierung des Öffentlichen Gesundheitswesens wirkte Abel-Smith als Berater der britischen Labour-Regierungen in den Jahren von 1964 bis 1970 und 1974 bis 1979. Als Berater wirkte er außerdem auch auf internationaler Ebene, z. B. bei der World Health Organization, der International Labour Organization, der Weltbank oder der Europäischen Gemeinschaft.

## Veröffentlichungen (Auswahl)
- A history of the nursing profession. Heinemann, London 1961 (Reprint 1970, ISBN 0-435-32000-9).
- The hospitals 1800–1948. A study in social administration in England and Wales. Harvard University Press, Cambridge, Mass. 1964.
- (mit Robert Stevens): Lawyers and the courts. A sociological study of the English legal system 1750 - 1965. Heinemann, London 1967.
- An international study of health expenditure and its relevance for health planning. World Health Organization, Geneva 1967.
- (mit Robert Stevens): In search of justice. Society and the legal system. Penguin Press, London 1968.
- (mit Michael Zander u. Rosalind Brooke): Legal problems and the citizens. A study in three London boroughs. Heinemann, London 1973.
- Value for money in health services. A comparative study. Heinemann, London 1976, ISBN 0-435-82005-2.
- National Health Service. The first thirty years. Her Majestys̕ Stationery Office, London 1978, ISBN 0-11-320249-0.
- (mit Alcira Leiserson): Poverty, development, and health policy. World Health Organization, Geneva 1978, ISBN 92-4-130069-8.
- (mit Alan Maynard): Die Organisation, Finanzierung und Kosten des Gesundheitswesens in der Europäischen Gemeinschaft. Amt für amtliche Veröffentlichungen der Europäischen Gemeinschaft, Luxemburg 1979, ISBN 92-825-0838-2.
- (mit Pierre Grandjeat): Der Verbrauch von Arzneimitteln. Entwicklung der Ausgaben; die wichtigsten Massnahmen und die den öffentlichen Interventionen in diesem Bereich zugrundeliegenden Ziele. Amt für amtliche Veröffentlichungen der Europäischen Gemeinschaft, Luxemburg 1979, ISBN 92-825-0844-7.
- Cost containment in health care. The experience of 12 European countries 1977–83. Office for Official Publ. of the Europ. Communities, Luxemburg 1984, ISBN 92-825-5093-1.
- An introduction to health. Policy, planning, and financing. Longman, London 1994, ISBN 0-582-23866-8.